# Hypericum crassifolium
Hypericum crassifolium är en johannesörtsväxtart som först beskrevs av Carl Ludwig von Blume, och fick sitt nu gällande namn av Takenoshin Nakai. Hypericum crassifolium ingår i släktet johannesörter, och familjen johannesörtsväxter. Inga underarter finns listade i Catalogue of Life.